# Carlo Salotti
Carlo Salotti, italijanski rimskokatoliški duhovnik, škof in kardinal, * 25. julij 1870, Grotte di Castro, † 24. oktober 1947.

## Življenjepis
22. septembra 1894 je prejel duhovniško posvečenje.
30. junija 1930 je bil imenovan za naslovnega nadškofa traškega Filipopolisa in 3. julija istega leta za tajnika Kongregacije za propagando vere. 6. julija 1930 je prejel škofovsko posvečenje.
13. marca 1933 je postal kardinal in pectore.
16. decembra 1935 je bil povzdignjen v kardinala in imenovan za kardinal-duhovnika S. Bartolomeo all'Isola.
14. septembra 1938 je postal prefekt Kongregacije za obrede in 11. decembra 1939 kardinal-škof Palestrine.